# John J. Reynolds (Politiker)
John Jonathan Reynolds (* 7. Dezember 1812 in North Kingstown, Rhode Island; † 17. Oktober 1908 ebenda) war ein US-amerikanischer Politiker. In den Jahren 1854 und 1855 war er Vizegouverneur des Bundesstaates Rhode Island.

## Werdegang
Über die Jugend und Schulausbildung von John Reynolds ist nichts überliefert. Er verbrachte sein ganzes Leben in Wickford, einem Ortsteil von North Kingstown. Von seinen nicht politischen Aktivitäten ist nur bekannt, dass er bis 1865 letzter Präsident der 1818 gegründeten North Kingston Bank war, die in diesem Jahr nach einer Fusion den Namen Wickford National Bank annahm, deren erster Präsident wiederum Reynolds wurde. Seine politische Parteizugehörigkeit wird in den Quellen auch nicht erwähnt.
1854 wurde Reynolds an der Seite von William W. Hoppin zum Vizegouverneur von Rhode Island gewählt. Dieses Amt bekleidete er zwischen 1854 und 1855. Dabei war er Stellvertreter des Gouverneurs und Vorsitzender des Staatssenats. Nach seiner Zeit als Vizegouverneur ist er politisch nicht mehr in Erscheinung getreten. Er war mit Hanna Congdon (1814–1894) verheiratet, mit der er fünf Kinder hatte, und starb am 17. Oktober 1908 im Alter von 95 Jahren.